# Мансі-Парк (Нью-Йорк)
Мансі-Парк (англ. Munsey Park) — селище (англ. village) в США, в окрузі Нассау штату Нью-Йорк. Населення — 2809 осіб (2020).

## Географія
Мансі-Парк розташоване за координатами 40°47′56″ пн. ш. 73°40′48″ зх. д. / 40.79889° пн. ш. 73.68000° зх. д. (40.798996, -73.679943).  За даними Бюро перепису населення США в 2010 році селище мало площу 1,34 км², уся площа — суходіл.

## Демографія
Згідно з переписом 2010 року, у селищі мешкали 2693 особи в 819 домогосподарствах у складі 744 родин. Густота населення становила 2006 осіб/км².  Було 840 помешкань (626/км²).
Расовий склад населення:
| - 91,2 % — білих - 6,5 % — азіатів - 0,4 % — чорних або афроамериканців |

До двох чи більше рас належало 1,6 %. Частка іспаномовних становила 3,2 % від усіх жителів.
За віковим діапазоном населення розподілялося таким чином: 32,6 % — особи молодші 18 років, 53,8 % — особи у віці 18—64 років, 13,6 % — особи у віці 65 років та старші. Медіана віку мешканця становила 41,2 року. На 100 осіб жіночої статі у селищі припадало 102,0 чоловіків;  на 100 жінок у віці від 18 років та старших — 96,1 чоловіків також старших 18 років.
Середній дохід на одне домашнє господарство  становив 289 988 доларів США (медіана — 209 063), а середній дохід на одну сім'ю — 306 901 долар (медіана — 226 250). За межею бідності перебувало 2,6 % осіб, у тому числі 0,7 % дітей у віці до 18 років та 4,2 % осіб у віці 65 років та старших.
Цивільне працевлаштоване населення становило 1018 осіб. Основні галузі зайнятості: фінанси, страхування та нерухомість — 34,0 %, освіта, охорона здоров'я та соціальна допомога — 20,7 %, науковці, спеціалісти, менеджери — 16,0 %.